# 魬鯛
魬鯛（学名：Evynnis cardinalis），又名二長棘犁齒鯛、盤仔、紅鋤齒鯛、鯊鯛、盤仔鯮，为鯛科犁齒鯛屬下的一个种。其种加词“cardinalis”意为“深红色的”（来源于红衣主教的长袍颜色）。

## 分布
本魚分布於西太平洋區，包括日本南部、韓國、北韓、中國東海、南海、台灣、越南、菲律賓等海域。

## 深度
水深5~100公尺。

## 特徵
本魚體呈鮮紅色，體側有不規則的青色小斑點散佈。背鰭硬棘12枚，其中第三、四枚硬棘延長成絲狀，但質地仍硬，易於折斷，軟條10~11枚；臀鰭硬棘3枚，軟條9枚。側線鱗片數58~64枚。體長可達40公分。

## 生態
本魚棲息在海流湍急的海域，以底棲的無脊椎動物為食。

## 經濟利用
高級的食用魚，適合抹鹽煎食或清蒸食用。